# Terret gris
De Terret Gris is een witte druif die eigenlijk alleen maar voorkomt in de Languedoc en sporadisch in de Rhône.

## Variëteiten
Er is zowel een Terret Gris, Terret Blanc als ook een Terret Noir. De Terret Gris is de meest voorkomende en is amper te onderscheiden van de Terret Blanc.

## Toepassing
Bij de volgende AOC-AOP is deze druif toegestaan:
- Languedoc: corbières